# Kirche Pobethen

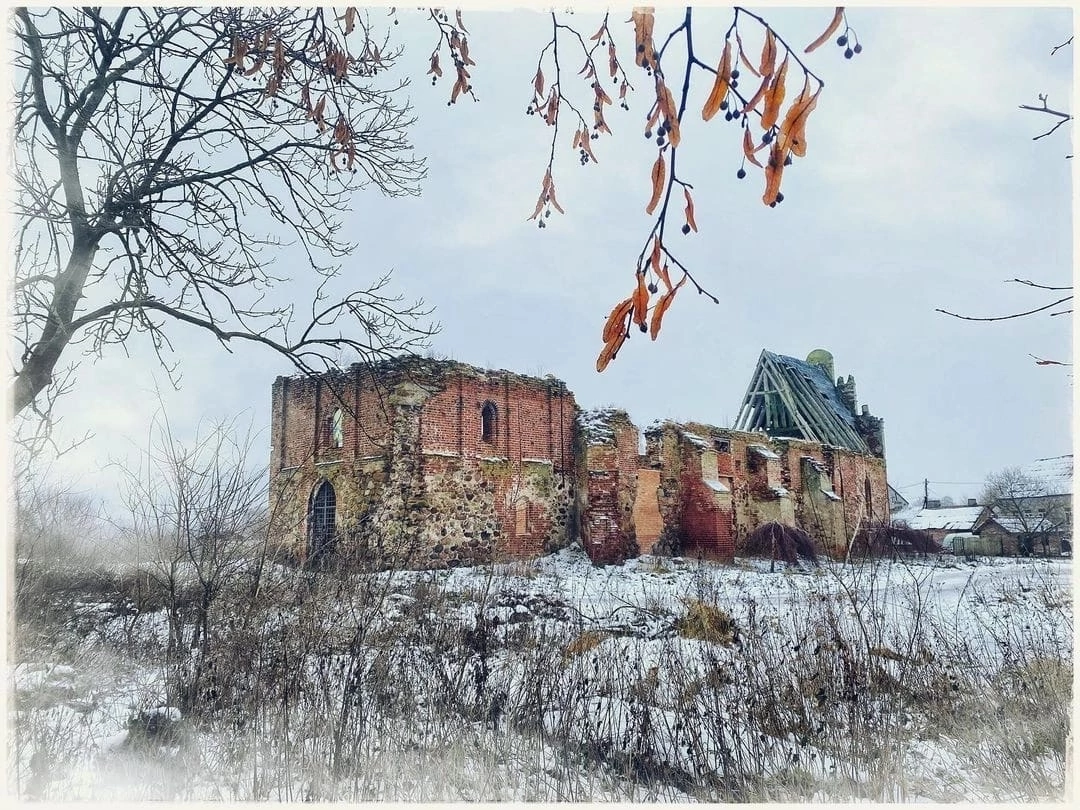
Kirche Pobethen (2022)

Die Kirche Pobethen (russisch Кирха Побетен Kircha Pobeten) war das Gotteshaus des heute Romanowo genannten Ortes im Rajon Selenogradsk (Kreis Cranz) der russischen Oblast Kaliningrad (Gebiet Königsberg). Sie stammt aus dem 14. Jahrhundert und war eine der größten Dorfkirchen des Samlandes, deren wuchtiger Turm weithin sichtbar war.

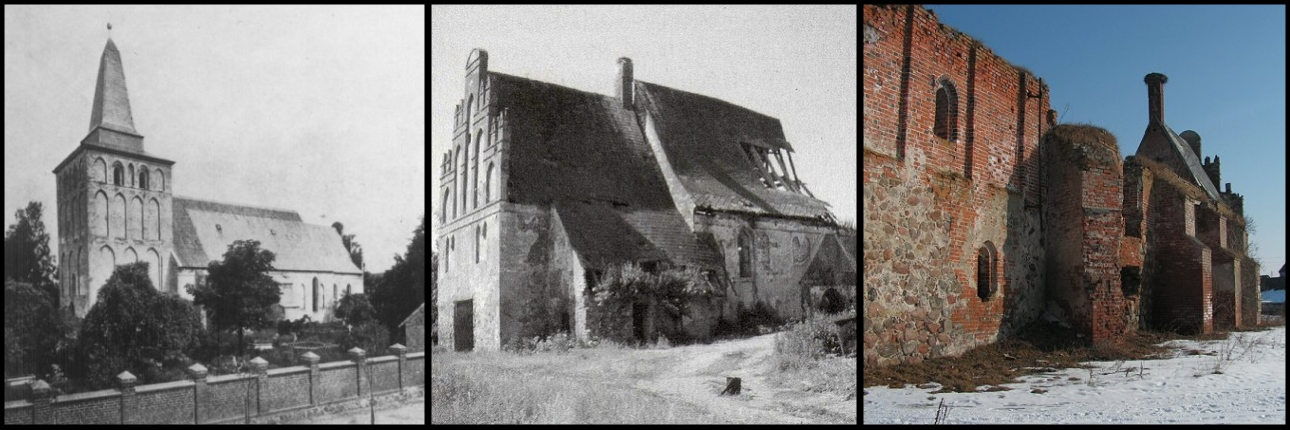
Die Kirche Pobethen um 1900, 1992 und 2012

## Geographische Lage
Die heute 1.100 Einwohner zählende Siedlung Romanowo liegt an der russischen Fernstraße A 192 neun Kilometer südöstlich der Ostseestadt Pionerski (Neukuhren) und drei Kilometer südlich des Primorskoje Kolzo (Küstenautobahnring). Romanowo ist Bahnstation an der Bahnstrecke Kaliningrad–Swetlogorsk (Königsberg–Rauschen), der ehemaligen Samlandbahn.
Die Kirche Pobethen liegt im nordöstlichen Ortsbereich westlich der A 192 und ist über einen unwegsamen Zugang erreichbar.

## Architektur

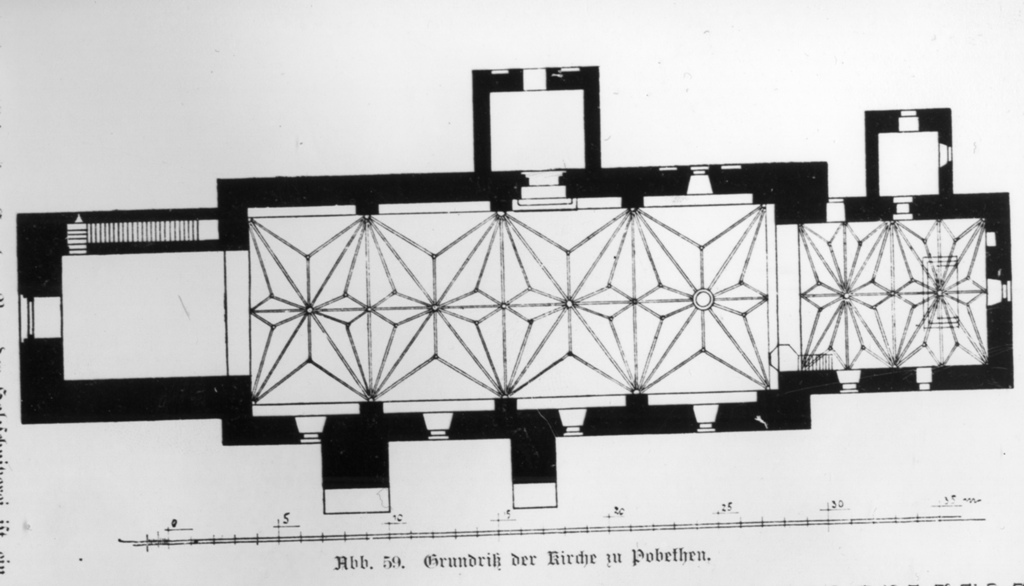
Grundriss (1891)

### Bis 1945
Bei der Kirche Pobethen handelt es sich um einen Feldsteinbau mit Backsteinrahmung. Der zweijochige Chor und das vierjochige Kirchenschiff besaßen zunächst nur flache Holzdecken, die später durch Sterngewölbe ersetzt wurden. Der Westturm wurde erst im 15. Jahrhundert angebaut und erhielt im Jahre 1823 eine neue Bekrönung. Die Sakristei an der Nordseite des Chores und das Vorhaus an der Nordseite des Kirchenschiffs waren spätere Ergänzungen. Im Kircheninnern waren Reste spätmittelalterlicher Malereien zu sehen.

### Seit 1945
Die Pobethener Kirche soll im Krieg unbeschädigt und bis in die 1980er Jahre weitgehend intakt geblieben sein. Nach einer anderen Quelle soll sie bereits als Folge der Kriegshandlungen oder direkt danach – offenbar als einziges Gebäude des Ortes – zumindest in starke Mitleidenschaft gezogen worden sein. Vor 1988 wurde der Turm bis auf die Höhe des Kirchenschiffes abgetragen, die Gewölbe sind eingestürzt und nur noch Teile des Dachs sind erhalten. Pläne, das Gebäude der russisch-orthodoxen Kirche zu übergeben, scheiterten. So steht heute nur noch die Kirchenruine mit dem bedachten Chor und den restlichen Mauern von Turm und Kirchenschiff bis Dachhöhe. Der derzeitige Zustand macht eine kirchliche Nutzung nicht möglich.

## Ausstattung

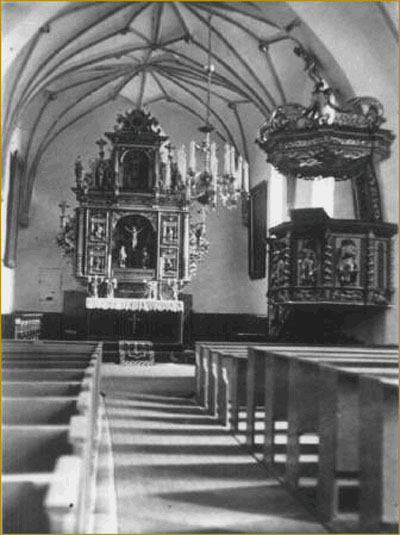
Blick nach Osten mit Kanzel und Altar (1891)

Der Altar stammte aus der Zeit um 1600. Im Hauptgeschoss war die göttliche Dreieinigkeit dargestellt, sie wurde jedoch 1896 entfernt und durch eine Kreuzigungsgruppe ersetzt. Die vier Evangelisten waren als Seitenfiguren eingesetzt, oben erschien das Jüngste Gericht mit Adam und Eva. Die Altarkrönung stellte ein geschnitztes Kreuz dar, darunter war ein Bild Martin Luthers zu sehen. Jede Etage war in sich geschlossen, und eine gemeinsame Aussage war nicht erkennbar.
Die Kanzel stammte aus dem 17. Jahrhundert, ebenso die verzierte Herrschaftsempore.
Vom Gestühl waren Reste aus spätgotischer Zeit erhalten.

## Orgel
Vermutlich im Jahr 1697 erhielt die Kirche eine Orgel von Johann Josua Mosengel. Die nur aus einem Manualwerk bestehende Orgel erweiterte der Erbauer selbst im Jahr 1726 um ein Rückpositiv. 1766 wurde sie von Adam Gottlob Casparini restauriert, 1802 reparierte Jacob Preuß die Orgel, nachdem sie durch einen Blitzschlag beschädigt worden war. Erst 1868 fügte Ferdinand Scherweit im Rahmen eines Umbaus das Pedalwerk hinzu. Nach diesem Umbau hatte die Orgel auf zwei Manualen und Pedal 19 Register. Weitere Veränderungen fanden 1889 (durch Max Terletzki) und 1910 (durch Carl Novak) statt. 1933/1934 schließlich wurde die Orgel durch Karl Kemper, Lübeck, und Bartenstein restauriert. Die Orgel verfügte über Schleifladen mit mechanischer Spiel- und Registertraktur. Nach Renkewitz/Janca/Fischer ist die Orgel 1944 zerstört worden.
Im Jahr 1936 wurde folgende Disposition veröffentlicht:
| I Rückpositiv |            |
| Gedackt       | 8′         |
| Principal     | 4′         |
| Flöte         | 4′         |
| Octave        | 2′         |
| Sedezime      | 1′         |
| Zimbel II     | [ Anm. 1 ] |
| Krummhorn     | 8′         |

| II Hauptwerk |        |
| Bordun       | 16′    |
| Gedackt      | 8′     |
| Principal    | 4′     |
| Flöte        | 4′     |
| Quinte       | 3′     |
| Octave       | 2′     |
| Gemshorn     | 2′     |
| Terz         | 1 3⁄5′ |
| Mixtur IV    |        |
| Trompete     | 8′     |

| Pedal     |     |
| Subbaß    | 16′ |
| Octavbaß  | 8′  |
| Quintade  | 4′  |
| Nachthorn | 2′  |
| Posaune   | 16′ |

- Koppeln: Manualkoppel, Pedalkoppel
- Nebenregister: Tremulant, Zimbelstern

Anmerkungen
1. 1 2 3 4 5 6 7 8 9 10 11  1933/1934 neu angefertigte Register

## Glocken
Die Kirche Pobethen verfügte über drei Glocken aus den Jahren 1835, 1845 und 1853.

## Kirchengemeinde
Bereits in vorreformatorischer Zeit war Pobethen ein Kirchdorf. Die Reformation hielt hier sehr früh Einzug: bereits ab 1520 amtierte hier ein lutherischer Geistlicher. Von 1542 bis 1575 war hier Abel Will Pfarrer, der wichtigste Autor in prußischer Sprache, der Luthers Kleinen Katechismus zusammen mit dem aus dem nahen Biegiethen stammenden Tolken (Übersetzer/Dolmetscher) Paul Megot(t) übersetzte. War Pobethen zunächst in die Inspektion Schaaken (heute russisch: Schemtschuschnoje) einbezogen, so gehörte es dann bis 1945 zum Kirchenkreis Fischhausen (heute russisch: Primorsk) in der Kirchenprovinz Ostpreußen der Kirche der Altpreußischen Union. Im Jahre 1925 gehörten 4100 Gemeindeglieder zum Pobethener Kirchspiel.
Nach dem Zweiten Weltkrieg und den Verlust der einheimischen Bevölkerung durch Flucht und Vertreibung fand kirchliches Leben so gut wie nicht mehr statt. Auch staatliche Verbote machten eine Wiederbelebung unmöglich. Romanowo liegt heute im Einzugsbereich der in den 1990er Jahren neu entstandenen evangelisch-lutherischen Gemeinde in Selenogradsk (Cranz), einer Filialgemeinde der Auferstehungskirche in Kaliningrad (Königsberg) innerhalb der Propstei Kaliningrad der Evangelisch-lutherischen Kirche Europäisches Russland (ELKER).

## Kirchspielorte (bis 1945)
Außer dem Pfarrdorf Pobethen gehörten 35 Orte bis 1945 zum Pobethener Kirchspiel:
| Name        | Russischer Name |  | Name                        | Russischer Name |
| ----------- | --------------- |  | --------------------------- | --------------- |
| Alknicken   | Pribreschnoje   |  | Kösnicken                   |                 |
| Ankrehnen   | Perowo          |  | Kringitten                  |                 |
| Barthenen   |                 |  | Lauknicken                  |                 |
| Biegiethen  |                 |  | Mogaiten                    | Perowo          |
| Dellgienen  |                 |  | Paggehnen                   |                 |
| Diewens     |                 |  | *Perteltnicken              | Ternowka        |
| *Eisliethen |                 |  | *Pobethen                   | Romanowo        |
| Eisseln     | Beregowoje      |  | Pokirren                    |                 |
| Garbseiden  |                 |  | Radnicken                   | Rodniki         |
| Gardwingen  | Panajewo        |  | *Rantau                     | Saostrowje      |
| Geroiskoje  | Geroiskoje      |  | Regehnen                    | Dubrowka        |
| *Grünhoff   | Roschtschino    |  | Schupöhnen                  | Schumnoje       |
| Jaugehnen   |                 |  | Sorthenen                   |                 |
| Jouglauken  |                 |  | *Strobjehnen                | Kulikowo        |
| Kalaushöfen |                 |  | Suppliethen                 | Ternowka        |
| Kalthof     | Roschkowo       |  | Tannenhain                  |                 |
| Karschau    |                 |  | Watzum bis 1902: Wartnicken | Gorkowskoje     |
| Kiautrienen |                 |  | Woytnicken                  | Wolodino        |

Anmerkung: * = Schulorte

## Pfarrer (bis 1945)
Von der Reformation bis 1711 amtierten zwei evangelische Geistliche in Pobethen, danach nur noch einer:
| - Michael Will, 1520–1540 - Christian Tägen, bis 1558 - Abel Will, 1540–1575 - Jonas Heckenberger, ab 1568 - Johann Hermann Decimator, 1575–1602 - Adam Zahn, 1580–1588 - N. Pfanhäuser, ab 1588 - Johann Röber, ab 1590 - Georg Decimator, 1602–1637 - Michael Albinus, ab 1603 - Christian Freymann, 1607 - Andreas Zollner, 1611 - Georg Ditzel, 1616–1619 - Jacob Stanislai, ab 1638 - Balthasar Pistorius, 1638/1645 - Jacob Covahlius - Reinhold Bock, 1640–1675 | - Carl Neubeccius, 1659–1674 - Johann Colbius, ab 1675 - Arnold Brüning, 1675–1713 - David Duderstadt, 1698–1711 - Friedrich Bolius, 1713–1761 - Friedrich Wilhelm Bohlius, 1761–1762 - Christian Tägen, 1762–1807 - Carl Gotthilf Arnold, 1807–1809 - Christian Gottlieb Röckner, 1809–1810 - Christ. Matth. C. Rücker, 1810–1835 - Heinrich Christ. Ziegler, 1834–1835 - Carl Daniel Gastell, 1836–1861 - Heinrich Friedrich Adolf Rogge, 1856–1861 - Carl Gustav Hintz, 1861–1884 - Gustav Otto Brzoska, 1884–1898 - Richard Rudolf Otto Taegen, 1899–1928 - Paul Ewert, 1928–1945 |

Pfarrer Abel Will übersetzte um 1554–1561 auf Geheiß Herzog Albrechts Martin Luthers Katechismus in die Prußische Sprache: Enchiridion – Catechismus in preußischer sprach und dagegen das deutsche, gedruckt 1545 durch Hans Weinreich in Königsberg.

## Kirchenbücher
Zahlreiche Kirchenbücher für das Kirchspiel Pobethen sind erhalten und werden bei der Deutschen Zentralstelle für Genealogie (DZfG) in Leipzig bzw. beim Evangelischen Zentralarchiv (EZA) in Berlin-Kreuzberg aufbewahrt:
- Taufen: 1673 bis 1690 und 1735 bis 1807 (DZfG) sowie 1808 bis 1825 (EZA)
- Trauungen: 1675 bis 1689 und 1770 bis 1832 (DZfG)
- Beerdigungen: 1732 bis 1807 (DZfg) sowie 1808 bis 1825 (EZA).